# Нупби-кха
Нупби-кха — восточно-бодский язык, на котором говорят в восточном Бутане. 
Исторически сложилось так, что язык нупби-кха имеет тесный контакт с языками бумтанг, курто-кха и кхенг-кха, близлежащих языков центрального и восточного Бутана до такой степени, что их можно рассматривать как часть более широкой коллекции «языков бумтанг.» Ньенский язык также связан с языками бумтанг. 

## Происхождение названия
Слово нупби-кха переводится на русский язык как «западный язык.»